# Макаров (станция)
Макаров — российская железнодорожная станция Сахалинского региона Дальневосточной железной дороги. Названа по одноимённому городу, в котором расположена.

## История
Станция открыта в 1928 году в составе пускового участка Долинск — Макаров. До 1936 года станция была конечной на линии.
В 1936 году от станции Макаров открылась линия до Поронайска.
Современное название станция получила в 1946 году.

## Деятельность
По параграфу станция способна осуществлять небольшие грузовые отправления со складов и на открытых площадках, приём и отправку контейнеров массой до 5 тонн, а также продажу пассажирских билетов.
На станции останавливается большинство пассажирских поездов дальнего следования, курсирующих по Сахалину.